# Sabine Schöffmann
Sabine Schöffmann (Wolfsberg, 28 juli 1992) is een Oostenrijkse snowboardster.

## Carrière
Bij haar wereldbekerdebuut, in januari 2009 in Bad Gastein, scoorde Schöffmann direct wereldbekerpunten. In december 2010 behaalde de Oostenrijkse in Limone Piemonte haar eerste toptienklassering in een wereldbekerwedstrijd. Tijdens de FIS wereldkampioenschappen snowboarden 2013 in Stoneham eindigde Schöffmann als twaalfde op de parallelslalom.
Op 18 december 2014 boekte de Oostenrijkse in Montafon haar eerste wereldbekerzege. Op de FIS wereldkampioenschappen snowboarden 2015 eindigde Schöffmann als twaalfde op de parallelreuzenslalom en als veertiende op de parallelslalom. In de Spaanse Sierra Nevada nam ze deel aan de FIS wereldkampioenschappen snowboarden 2017. Op dit toernooi eindigde ze als tiende op de parallelslalom en als twaalfde op de parallelreuzenslalom. Vanwege een blessure kon de Oostenrijkse niet deelnemen aan de Olympische Winterspelen 2018 in Pyeongchang.

## Resultaten

### Wereldkampioenschappen
| Jaar | Plaats        | Resultaten                                  |
| ---- | ------------- | ------------------------------------------- |
| 2013 | Stoneham      | 12e Parallelslalom                          |
| 2015 | Kreischberg   | 14e Parallelslalom 12e Parallelreuzenslalom |
| 2017 | Sierra Nevada | 10e Parallelslalom 12e Parallelreuzenslalom |

### Wereldbeker
Eindklasseringen
| Seizoen   | Algm | PAR | PGS | PSL    | SBX |
| --------- | ---- | --- | --- | ------ | --- |
| 2008/2009 | 140e | 60e | –   | –      | 44e |
| 2009/2010 | 181e | 77e | –   | –      | –   |
| 2010/2011 | 43e  | 25e | –   | –      | –   |
| 2011/2012 | –    | 16e | –   | –      | –   |
| 2012/2013 | –    | 20e | 20e | 22e    | –   |
| 2013/2014 | –    | 18e | 18e | 18e    | –   |
| 2014/2015 | –    | 4e  | 9e  | Zilver | –   |
| 2015/2016 | –    | 10e | 7e  | 12e    | –   |
| 2016/2017 | –    | 4e  | 13e | Brons  | –   |
| 2017/2018 | –    | 7e  | 7e  | 8e     | –   |

Wereldbekerzeges
| Datum            | Plaats            | Onderdeel            |
| ---------------- | ----------------- | -------------------- |
| 18 december 2014 | Montafon          | Parallelslalom       |
| 18 maart 2017    | Winterberg        | Parallelslalom       |
| 16 december 2017 | Cortina d'Ampezzo | Parallelslalom       |
| 1 december 2024  | Mylin             | Parallelslalom       |
| 14 december 2024 | Cortina d'Ampezzo | Reuzenparallelslalom |